# Jack F. Matlock, Jr.
Jack Foust Matlock, Jr. (n. 1 octombrie 1919) este un diplomat si profesor din Statele Unite. A fost ambassador la Moscova (6 aprilie 1987 – 11 ugust 1991) și Praga (28 septembrie 1981 – 20 septembrie 1983).

## Misiunea specială la București din 1990
După căderea lui Nicolae Ceaușescu, Casa Albă a trimis la București un specialist, în persoana ambasadorului SUA la Moscova Jack F. Matlock, pentru a evalua situația. Jack Matlock a purtat mai întâi discuții cu personalul Ambasadei SUA de la București, iar apoi cu ministrul de Externe Sergiu Celac, adjunctul său Romulus Neagu, ministrul Justiției Teofil Pop, ministrul Cultelor Nicolae Stoicescu, cu lideri ai opoziției. În telegrama sa către Washington din 2 februarie 1990 (publicată în 2009 de WikiLeaks), Jack Matlock scria: 
| “ | "Ministrul justiției, Teofil Pop, ne-a vorbit mult despre obiectivele sale. Este în mod evident experimentat în ceea ce privește modul occidental de gândire juridică. A vorbit despre planurile de a adopta o nouă Constituție, care să garanteze drepturi individuale și o guvernare democratică. Ne-a mai spus despre intențiile sale de a stabili un sistem judiciar independent. Nu am avut impresia că ne oferă doar niște fraze bombastice. A părut hotărât și sincer." | ” |

## Cărți
1. The function of the "governing organs" of the Union of Soviet writers (1934-1950) OCLC 56176736 Columbia University Masters Thesis (1952)
2. An index to the collected works of J. V. Stalin External Research Staff, Office of Intelligence Research, Dept. of State, (1955); reprinted by Johnson Reprint Corp ASIN B0006CV1AA (1971); Russian edition by Nendeln, Liechtenstein, Kraus Reprint, OCLC 30135390 (1973)
3. Soviet strategy and tactics in tropical Africa OCLC 1658097 Oberammergau : U.S. Army Field Detachment "R", Office of the Assistant Chief of Staff, Intelligence Dept. of the Army, the Army's Institute of Advanced Russian Studies (1961)
4. U.S.-Soviet relations : background and prospects OCLC 15103643 Washington, D.C. : U.S. Dept. of State, Bureau of Public Affairs, Office of Public Communication (1986)
5. U.S.-Soviet relations : status and prospects OCLC 83571255 Studia diplomatica. - 39(6) 1986 : 635-648
6. The Czechoslovak National Council of America, Chicago District, proudly presents its thirty-eighth annual ball OCLC 49382326 The Czechoslovak National Council of America (21 ianuarie 1989)
7. Autopsy on an Empire: The American Ambassador's Account of the Collapse of the Soviet Union Random House ISBN 0-679-41376-6 (1995); Russian edition ISBN 5-7380-0214-8 (1995); Chinese edition ISBN 7-5012-0787-9 (1996)
8. The Chechen Tragedy, The New York Review of Books (16 februarie 1995)
9. Russia: The Power of the Mob, The New York Review of Books (13 iulie 1995)
10. The Go-Between, The New York Review of Books (1 februarie 1996)
11. The Russian Prospect, The New York Review of Books (29 februarie 1996)
12. The Chechen Conflict and Russian Democratic Development Arhivat în 28 septembrie 2007, la Wayback Machine. Testimony before the Commission on Security and Cooperation in Europe (6 martie 1996)
13. Dealing with a Russia in Turmoil: The Future of Partnership Foreign Affairs (May/June 1996)
14. The Struggle for the Kremlin, The New York Review of Books (8 august 1996)
15. 'Struggle for the Kremlin': An Exchange, The New York Review of Books (19 septembrie 1996)
16. Gorbachev: Lingering Mysteries, The New York Review of Books (19 decembrie 1996)
17. 'The Gorbachev Factor': An Exchange, The New York Review of Books (27 martie 1997)
18. Gorbachev & the Coup: An Exchange, The New York Review of Books (26 iunie 1997)
19. Success Story, The New York Review of Books (25 septembrie 1997)
20. Testimony to the Senate Foreign Relations Committee Arhivat în 12 ianuarie 2004, la Wayback Machine. NATO Expansion And the International Coalition in Europe (30 octombrie 1997)
21. Russia's Leaking Nukes, The New York Review of Books (5 februarie 1998)
22. It's a Bad Idea; Vote Against It Arhivat în 11 octombrie 2012, la Wayback Machine. The Great NATO Debate, Center for War, Peace, and the News Media of New York University and MSNBC.com (3 martie 1998)
23. Too Many Arms to Twist New York Times, OpEd Page (22 martie 1998)
24. Chinese Checkers New York Times, Book Section (13 septembrie 1998)
25. The Poor Neighbor New York Times, Book Section (11 aprilie 1999)
26. The One Place NATO Could Turn for Help New York Times, OpEd Page (20 aprilie 1999)
27. Why Were We in Vietnam? New York Times, Books Section (8 august 1999)
28. Can Civilizations Clash? Arhivat în 27 septembrie 2007, la Wayback Machine. American Philosophical Society Proceedings vol. 143, 3 (September, 1999)
29. The Dreamer: The World According to Gorbachev Foreign Affairs (January/February 2000)
30. The Nowhere Nation, The New York Review of Books (24 februarie 2000)
31. Russia Votes: Will Democracy Win? New York Times, OpEd Page (26 martie 2000)
32. Policing the World New York Times, Books Section (26 martie 2000)
33. 'Ukraine Today', The New York Review of Books (13 aprilie 2000)
34. Security: The Bottom Line Arhivat în 7 decembrie 2006, la Wayback Machine. Arms Control Today (October, 2000)
35. Read Their Lips New York Times, Book Section (12 august 2001)
36. Dmitri Sergeyevich Likhachev Arhivat în 7 iulie 2007, la Wayback Machine. American Philosophical Society Proceedings vol. 145, 3 (September, 2001)
37. The End of the Cold War: Rethinking the Origin and Conclusion of the US-Soviet Conflict Harvard International Review Vol. 23 (3) (Fall 2001)
38. The War We Face, Reflections NTI Research Library (15 octombrie 2001)
39. Nadezhda Mandel’shtam on the Russian Language ISSN 0036-0341 OCLC 90621976 Russian Review, 61, no. 4 (2002): 503-504
40. Deterring the Undeterrable New York Times, Books Section (20 octombrie 2002)
41. Reagan and Gorbachev: How the Cold War Ended Random House ISBN 0-679-46323-2 (2004)
42. It Takes a Global Village New York Times, Books Section (21 martie 2004)
43. Western Intelligence and the Collapse of the Soviet Union, 1980-1990: Ten Years That Did Not Shake the World (review) Journal of Cold War Studies - Volume 6, Number 2, Spring 2004, pp. 99–101
44. Putin 'Made a Big Mistake' Interfering in Ukraine Politics[nefuncțională]
 Council on Foreign Relations, Interview by Bernard Gwertzman (6 decembrie 2004)
45. On the Battlefields of the Cold War: A Soviet Ambassador's Confession (review) The Russian Review ISSN 0036-0341, Volume 64, Number 1, (January 2005), 163-164.
46. Boris Yeltsin, the Early Years New York Times, Opinion Section, (24 aprilie 2007)
47. Superpower Illusions: How Myths and False Ideologies Led America Astray--And How to Return to Reality Yale University Press ISBN 0-300-13761-3 (5 ianuarie 2010)

## Multimedia
1. Jennings, Peter, Jack Matlock, former Ambassador to the Soviet Union, tells reporters about the appointments and decisions which Gorbachev has made in his first day back from his three day exile by an unsuccessful coup d'etat OCLC: 24821960 (audio) (1991)
2. Ellison, Herbert J. and Wolf, Daniel, Messengers from Moscow debating the issues OCLC: 35243903 Beverly Hills, CA: Pacem Distribution International (video) (1996)
3. Kreisler, Harry, The Collapse of the Soviet Union and the End of the Cold War: A Diplomat Looks Back Arhivat în 29 iunie 2011, la Wayback Machine. (video) (Feb 13, 1997)
4. Rose, Charlie, Charlie Rose with Stephen Cohen, Jack Matlock & Steven Solnick; Joyce Maynard (video) (Sep 8, 1998)
5. Lopate, Leonard, Jack F. Matlock discusses his new book: Reagan and Gorbachev: How the Cold War Ended Arhivat în 8 august 2007, la Wayback Machine. National Public Radio (audio) (2 august 2004)
6. Matlock, Jack F., Where is Putin’s Russia Going? Arhivat în 29 septembrie 2007, la Wayback Machine. World Affairs Councils of America (video) (20 ianuarie 2006)
7. World Affairs Council, Amb. Jack Matlock at WACA 2006 Arhivat în 15 iulie 2010, la Wayback Machine. (video) (Feb 26, 2006)
8. World Affairs Council, Living with Vladimir Putin's Russia (video) (1 mai 2006)
9. Rose, Charlie, The Death of Alexander Litvinenko (video) (Dec 5, 2006)
10. Reese, James, Columbia University Forum - Where Is Russia Headed? Arhivat în 28 septembrie 2007, la Wayback Machine. (audio) (15 mai 2007)
11. World Affairs Council of Connecticut, Russia and the United States Arhivat în 2 mai 2008, la Wayback Machine. (video) (Oct 10, 2007)
12. Hoover Institution, Regional Confrontations and Nuclear Proliferation Arhivat în 6 mai 2008, la Wayback Machine. (video) (Oct 25, 2007)
13. UCLA International Institute, Living With Russia (audio) (Nov 19, 2007)
14. Matlock, Jack, Living with Vladimir Putin's Russia Arhivat în 5 iunie 2008, la Wayback Machine. (video) (Dec 5, 2007)
15. Miller Center of Public Affairs, Ambassador William C. Battle Symposium on American Diplomacy: 200 Years of Russian-American Diplomatic Relations Arhivat în 2 martie 2008, la Wayback Machine. (video) (Jan 22, 2008)
16. Council on Foreign Relations, Russia Update Arhivat în 14 aprilie 2013, la Archive.is (video) (Feb 22, 2008)
17. Speedie, David C. David Speedie Interviews Jack Matlock (video) (18 iulie 2008)
18. Bloomberg. Night Talk: An Interview With Amb. Jack Matlock (video) (19 august 2008)
19. Carnegie Endowment for International Peace. U.S. Russia Relations, The Longer View[nefuncțională – arhivă]
 (video) (Sep 23, 2008)
20. Woodrow Wilson School, Princeton University, Adlai Stevenson’s Lasting Legacy (video) (Sep 24, 2008)
21. University of California Irvine School of Social Sciences, Center for Global Peace and Conflict Studies, Ending the Cold War 20 Years Ago: Lessons for Today Arhivat în 15 decembrie 2012, la Archive.is (video) (Mar 9, 2010)